# Valli
Pour les articles homonymes, voir Valli (homonymie).
 (mars 2017).
Valli Kligerman dite Valli, née le 26 décembre 1958 à New Haven dans le Connecticut, est une chanteuse et animatrice de radio et de télévision franco-américaine. Elle fut membre du groupe Chagrin d'amour.

## Biographie
Valli est née Valli Kligerman le 26 décembre 1958 à New Haven dans le Connecticut. Elle fait ses premiers pas médiatiques en animant sur Radio Tomate en 1981, où elle diffuse pour la première fois son single Chacun fait (c'qui lui plaît), succès du duo Chagrin d'amour qui lance sa notoriété de musicienne. Elle entame ensuite une carrière solo jusqu'en 1990, avec des titres tels que The More I See You (1986) ou Place de la Madeleine (1987). En 1986, elle présente 4C+ sur Canal + avec Alain Chabat. Elle redevient ensuite animatrice radio, d'abord sur Europe 2. Elle apparaît dans la comédie musicale Dorothée Show en 1987 et a également participé au Jacky Show le 16 décembre 1987 (où elle interprète Place de la Madeleine).
En 2002, Valli rejoint France Inter et y anime plusieurs émissions de variétés musicales dont Système Disque. En parallèle, elle poursuit une carrière à la télévision, d'abord sur M6 (Plus vite que la musique) et M6 Music (Flash), puis sur Arte (Tracks).
En 2009, on lui proposera de rejoindre Âge tendre, la tournée des idoles mais Valli refusera, car Gregory Ken (Jean-Pierre Trochu) du groupe Chagrin d'amour était décédé en 1996, et que chanter la chanson Chacun fait (c'qui lui plaît) sans lui était inconcevable.  
Durant la saison 2013-2014, elle propose  Live me do et succède à Isabelle Dhordain et son Pont des artistes sur France Inter, pour l'émission musicale en public du samedi soir de 20 h à 22 h.

## Bilans artistique et médiatique

### Discographie - Singles
- 1981 : Chacun fait (c'qui lui plaît), au sein du duo Chagrin d'amour
- 1986 : The More I See You
- 1987 : Place de la Madeleine
- 1988 : Voilà la nouvelle
- 1989 : Light My Fire

### Émissions de radio sur France Inter
- C'est comme à la radio (étés 2002 et 2003)
- I love USA (moi non plus) (été 2004)
- Il était une femme (été 2005)
- Système Disque (2002 à 2008) : émission consacrée à l'industrie du disque.
- Système Disque (2008 à 2010) : émission de critique des dernières sorties d'albums.
- Pop etc (2010)
- Les Notes de Valli (2010)
- Live me do (2013)
- Coming Up! (2014-2016)[6]
- Le Nouveau Rendez-vous (2015-2018) séquence live, co-animation avec Laurent Goumarre

Ses archives sont conservées et consultables aux Archives nationales.